# Bridget Wiltshire
Bridget Wiltshire, död 1534, var en engelsk hovfunktionär. Hon var hovdam åt drottningarna Katarina av Aragonien och Anne Boleyn. 
Hon var dotter till Sir John Wiltshire och Margaret Graunt. Hon gifte sig 1513 med Sir Richard Wingfield (d. 1525), andra gången med Sir Nicholas Hervey (död 1532) och tredje gången med Sir Robert Tyrwhitt. 
Hon var barndomsvän till Anne Boleyn; deras föräldrar var grannar i Kent. Hon beskrivs som en av Anne Boleyns närmaste personliga vänner. Wiltshire var hovdam åt drottning Katarina av Aragonien och närvarade vid Camp du Drap d'Or 1520. När hennes vän Anne Boleyn blev drottning 1533 blev hon utnämnd till hennes hovdam. 
Bridget Wiltshire avled 1534. Två år senare uppvisades ett brev från Anne Boleyn till Bridget Wiltshire i bevisen mot Boleyn under dennas rättegång för äktenskapsbrott, incest och förräderi.